# الجبهة الشعبية لتحرير تغراي
الجبهة الشعبية لتحرير تيغراي (TPLF) (بالأمهرية: ሕዝባዊ ወያኔ ሐርነት ትግራይ)‏، بالتيغرينية (ህዝባዊ ወያነ ሓርነት ትግራይ (ህወሓት))، مكتوبة بالحروف اللاتينية: ḥəzbawi wäyanä ḥarənnät təgray ،هو حزب سياسي قديم في اثيوبيا، تحول لمجموعة قومية إثنية شبه عسكرية يسارية، أسس في 18 فبراير 1975، يقع مقره في ميكيلي، في ديديبت ، شمال غرب تيغراي ، وفقًا للسجلات الرسمية.،
شارك كحزب في الحكم في إثيوبيا ، لكن صنفته الحكومة الإثيوبية في عهد آبي أحمد علي كمنظمة إرهابية. في غضون 16 عامًا ، تطور الحزب من عشرة أعضاء إلى أقوى حركة تحرير مسلح في إثيوبيا. وقادت تحالفًا من الحركات تحت اسم الجبهة الديمقراطية الثورية الشعبية الإثيوبية (EPRDF) من 1989 إلى 2018. وخاضت حربًا دامت 15 عامًا ضد نظام الديرغ (الحكومة العسكرية المؤقتة لإثيوبيا الاشتراكية) الذي أطيح به في عام 1991. لقدراتها القتالية الحربية ، كان في طليعة هزيمة الديرغ. وهي معروفة على نطاق واسع باسم Woyane و Weyane و Wayana (Tigrinya: ወያነ) أو Wayane (Amharic: ወያኔ) في النصوص القديمة والمنشورات الأمهرية. بدعم حليفها السابق ، الجبهة الشعبية لتحرير إريتريا (EPLF) ، أطاحت TPLF بدكتاتورية جمهورية إثيوبيا الديمقراطية الشعبية (PDRE) وأنشأت حكومة جديدة في 28 مايو 1991 التي حكمت إثيوبيا حتى الإطاحة بها من الحكومة الفيدرالية في عام 2018.

## أعضاء بارزون
- كود سباركل
- تحديث القائمة

- تيدروس أدهانوم غيبريسوس
- سيري ميكونن ( - 1991)
- Seyoum Mesfin
- Debretsion Gebremichael
- Berhane Gebre-Christos
- Abay Tsehaye
- Gebru Asrat
- Kinfe Gebremedhin
- Siye Abraha